# 読売ジャイアンツ事件一覧
読売ジャイアンツ事件一覧（よみうりジャイアンツじけんいちらん）。当項目では、過去に読売ジャイアンツにて発生した事件、事象を記述する。

## 主な事件・不祥事
- 1948年
  - 別所引き抜き事件：南海のエース別所毅彦投手が、待遇の不満から巨人への移籍を希望したことに端を発する騒動。日本野球連盟の裁定を受けて別所の巨人移籍は実現するが、巨人は10万円の制裁金を、別所は開幕から2ヶ月間の出場停止を課された。
- 1949年
  - 三原ポカリ事件：三原脩監督が、対戦相手チームの選手の頭を殴打した事件。本件により、三原は100日間の出場停止処分を受けた。
  - 三原監督排斥運動：同年にシベリア抑留から帰還した水原茂への扱いに不満を持っていた多くの選手達が、三原に替えて水原を監督にするよう求めた騒動。これを受けて、翌年から三原は総監督に異動し、水原が選手兼任監督に就任した（幻の連判状事件）。
- 1957年
  - 人事院騒動：日本シリーズで西鉄ライオンズに再度敗れたことから、球団社長の品川主計がコーチ陣の一新を狙って、谷口五郎・藤本英雄両コーチの更迭を打ち出す。監督の水原茂がこれを拒否して、辞任を表明。水原は人事院ビルに球団オーナー・正力松太郎を訪ねるも慰留され、辞任を撤回するが、そこに品川が現れて激高し記者団の前で「謝れ！」と大声で水原を詰った（謝れ事件）。
- 1973年
  - 湯口事件：湯口敏彦投手の急死をきっかけに起こった、川上哲治監督（当時）と球団へのバッシング騒動。
- 1978年
  - 江川事件：当時の野球協約の盲点をついた巨人が、ドラフト会議の前日に江川卓と電撃契約したことに発する騒動。通称「空白の一日」。
- 1985年
  - 定岡正二投手のトレード拒否：定岡正二投手が近鉄へのトレード移籍を拒否し、29歳で現役を引退。
  - KKドラフト事件：PL学園高等学校の桑田真澄と清原和博を巡るプロ野球ドラフト会議での騒動。
- 1990年 桑田真澄投手の登板日漏洩疑惑：桑田と専属契約を結んでいたスポーツ用具メーカーを解雇された中牧昭二が、桑田が自らの登板日を知人に漏らしていたことを暴露本で明らかにした。この書籍の中で、桑田が「前科がある人」に登板日を教えたらしい旨の記述があったため、桑田が野球賭博に関与しているのではないかとの憶測を招き、その件も週刊誌やスポーツ紙等で騒がれることとなった[1]。しかし、野球賭博に関与した事実はないことが和解で確認されている[1]。
- 1998年 バルビーノ・ガルベス投手の審判に対する暴力行為:7月31日、阪神甲子園球場で行われた阪神タイガース戦でガルベスが6回途中で長嶋茂雄監督（当時）に交代を命じられた直後、球審である橘高淳の判定に対しての不満から審判団に向かってボールを投じ、誰にも当たらなかったが侮辱行為として退場を宣告される。ガルベスは橘高との間で乱闘をおこし、止めようとした吉原孝介捕手はガルベスの肘で顔面を負傷した。翌8月1日、リーグから「1998年シーズン残りの出場停止」という処分が下り、球団も無期限出場停止の処分を下した（翌シーズンに再契約している）[2]。8月2日には武上四郎打撃コーチが矢野燿大捕手（阪神）に暴行を働き退場処分となった[3]。

- 2000年 杉山直輝捕手の強制わいせつ致傷事件：スナックに居合わせた女性の体に触れ、靴で頭を殴ったとして逮捕された事件。本件により解雇。
- 2004年 一場事件：ドラフト候補であった一場靖弘投手（当時明治大学硬式野球部所属）に対し、日本学生野球憲章に抵触する裏金として総額約2,000,000円の現金を渡していたことを公表した事件。球界全体の慣習、暗黙の了解となっていた事も発覚、全球団に波及する大問題となった。本件により土井誠球団社長や三山秀昭球団代表など幹部4人が解任され、渡邉恒雄オーナーと堀川吉則会長が辞任した。なお、渡邉は後に会長として復帰した。
- 2011年 清武の乱：ヘッドコーチ人事を巡り、清武英利球団代表が渡邉恒雄取締役会長を不当な人事介入を行ったと告発した事に端を発する騒動。本件により清武は解任された。
- 2012年 入団契約金超過問題：球界で申し合わせた新人契約金の最高標準額（出来高払い50,000,000円を含む150,000,000円）を超える契約を、上限額を設定した2007年以前に多数の選手と結んでいた事を報道された件。（2012年3月15日の朝日新聞報道より ）ただし、本件は「標準額」が「上限額」となる以前の契約に関する事であるため、ルール違反等にはあたらない。
- 2015年 - 2016年 野球賭博事件：2015年、福田聡志・笠原将生・松本竜也の3投手が野球賭博を行っていたことが発覚し、3選手に対して解雇・無期失格処分が下され、球団に10,000,000円の制裁金が科せられた。この事件の影響で、原沢敦球団社長が引責辞任した[4][5][6]。更に、2016年3月8日には、高木京介も野球賭博に関与していたことが週刊文春の記事で発覚し、本人も認め[7]、同年3月22日に本来なら無期失格処分だが自主申告、公開懺悔、既に賭博行為をやめている事の情状酌量を配慮して1年間の失格処分（同時期に球団に契約解除されたが処分解除後に育成選手として再契約。）で大幅に期間を短縮した。又、球団に5,000,000円の追徴制裁金が科せられた。
- 2017年 山口俊投手傷害事件：横浜DeNAベイスターズからFAで移籍した山口俊が、7月17日に酔って警備員に暴行を加え、病院の扉を壊すなどを行った疑いで、検察庁に送検された。8月18日に、球団は山口俊に対して2017年シーズン終了までの出場停止・減俸・罰金の処分が下された。
- 2018年
  - SNSわいせつ動画流出事件：6月10日、河野元貴、篠原慎平両選手がSNSでわいせつ動画を撮影し不特定多数に流出した事件。球団は河野元貴、篠原慎平に対して2018年シーズン終了までの出場停止・減俸・罰金の処分が下されたが処分期間中に読売ジャイアンツ球場内グランドの整備及び用具の準備、片づけを積極的の行った模範行為により、8月10日に出場停止のみ解除（但し、一軍公式戦の出場は不可。）した。これが原因で河野・篠原両選手は戦力外通告を受けた。
  - 選手による窃盗・転売行為：7月7日、柿澤貴裕選手が読売ジャイアンツ球場のロッカーから、チームメイトの野球用具を盗み売却し、約1,000,000円の収入を得ていたことが発覚。同日に解雇・無期失格処分が下され、翌日の7月8日に神奈川県警捜査三課により窃盗罪で逮捕された。
- 2020年
  - 8月5日、阪神甲子園球場にて行われた、阪神タイガース6回戦の試合前の円陣にて、北村拓己内野手が相手先発の藤浪晋太郎投手を揶揄する内容のゲキを飛ばし、その動画が、読売ジャイアンツの公式Twitterに投稿され、問題となった。その後、動画は削除された。巨人側は球団の不手際を認めている。
- 2021年
  - 8月20日、北海道日本ハムファイターズから、暴力問題を起こして8月11日に無期限謹慎処分を下されていた中田翔選手を、処分からわずか9日で謹慎処分の解除された上で即日トレード・支配下選手登録し、更に翌21日には出場選手登録をされた。この対応、さらにはその後の起用について、古巣日本ハムだけでなく引き受け先の巨人も激しいバッシングに晒されることとなった。
- 2025年 オンライン賭博事件：オコエ瑠偉、増田大輝両選手がオンラインカジノを利用した事による問題。

## 他球団ファンが起こした事件
- 1956年5月20日　木戸美摸投手負傷事件：広島総合球場での対広島東洋カープ戦後に、大敗に激高した広島ファンがグラウンドに投げ込んだビール瓶により木戸美摸投手が負傷した事件。この当時広島ファンによる暴力事件等が頻発していたこともあり巨人側の態度が硬化、大きな問題となった。球場で販売する飲料物が紙コップ類に限定され、ビン・カン類の持ち込みが制限されるきっかけとなった事件。
- 1973年10月22日　甲子園球場阪神ファン乱入乱闘事件：甲子園での対阪神タイガース戦で巨人がセ･リーグ9連覇を達成した直後、激昂した阪神ファンが多数グラウンドに乱入し巨人選手やよみうりテレビの放送席などに襲いかかった。このとき王貞治は下駄で顔を殴られたといわれる。このためグラウンドでの胴上げは中止され、宿舎の大広間で行われた。
- 広島市民球場（当時）忍者事件
  - 1990年5月12日の試合中に一人の男が本塁側の網フェンスによじ登り「巨人ハ永遠ニ不ケツデス!」「ファンヲアザムクナ!」「天誅!悪ハ必ヅ滅ビル!」の垂れ幕を下げた（垂れ幕は他に1種あったが、これは下げることができずに落下）。この試合は当日NHKで生中継しており、中継内でも一部始終が放送された。
  - 2009年5月16日にマツダスタジアムで行われた広島対巨人8回戦でも、作務衣姿の男性が5回裏終了後のグラウンド整備中に三塁側ベンチ横のバックネットによじ上る事件が起きた。男性は5mほど登って観客に手を振ったあと、球場係員に注意されて自席に戻ったため不問とされた。

- 2011年ころより、ビジターチームのファンが巨人のホームゲームで7回裏に流れる球団歌「闘魂こめて」に合わせて巨人を誹謗中傷する替え歌を合唱する事象が起きた。その後替え歌は巨人以外の11球団のファンに広まり公式戦だけでなく、オールスターゲームでも歌われた。コロナ禍が明け声出し応援が可能になった2023年ペナントリーグ開幕戦巨人対中日戦でも中日ファンが替え歌を大合唱。その後この問題を重く見た中日、阪神が公式Twitterで球団を誹謗中傷する替え歌の禁止を訴える事態に発展した。

## その他
- 一部の私設応援団（東京読売巨人軍応援団（解散）、三重巨勝会、G-FREAKS等）が引き起こした暴行・トラブルなど（読売ジャイアンツの応援団の項を参照）。
- 1982年11月に愛知県名古屋市の小学校で起こった巨人ファンの教師による信念教育事件。